# Revue d'artillerie

La Revue d'artillerie est une publication militaire française, qui a paru entre 1872 et 1939, c'est-à-dire entre la fin de la guerre de 1870 et le début de la Seconde Guerre mondiale. Elle était publiée par les éditions Berger-Levrault, situées à Paris (5, rue des Beaux-Arts) et à Nancy (11, rue Jean Lamour).